# Candemuela
sede electrónica Junta Vecinal de Candemuela: https://jvcandemuela.sedelectronica.es/
Candemuela es una aldea situada en el municipio de San Emiliano, comarca de Babia, León, España. Su monumento más célebre es la Iglesia de Candemuela.

## Etimología
Etimológicamente, el topónimo Candemuela significa «campos de moler». Ello se debe a que en el pueblo había cuatro molinos, de los que sólo se conservan dos.
Según Francisco Javier García Martínez, Candemuela es un topónimo redundante, es decir, compuesto de dos raíces con significado parejo, que significa "lugar montañoso o rocoso".

## Demografía
En 1900, Candemuela contaba con 143 habitantes. Sin embargo, durante el siglo XX, su población descendió considerablemente, hasta tener tan sólo 25 habitantes en 2008.
| Población | 1900 | 1950 | 1991 | 2000 | 2002 | 2004 | 2006 | 2008 |
| --------- | ---- | ---- | ---- | ---- | ---- | ---- | ---- | ---- |
| Total     | 143  | 121  | 38   | 33   | 31   | 28   | 24   | 25   |
| Hombres   |      |      |      | 19   | 18   | 16   | 15   | 16   |
| Mujeres   |      |      |      | 14   | 13   | 12   | 9    | 9    |

## Lingüística
En Candemuela, al igual que en el resto de la comarca de Babia, se habla el pachuezo, la variante del leonés propia de la región.

## Historia

### sigloXIX
Así se describe a Candemuela en la página 443 del tomo V del Diccionario geográfico-estadístico-histórico de España y sus posesiones de Ultramar, obra impulsada por Pascual Madoz a mediados del siglo XIX:

CANDEMUELA

Lugar en la provincia de León, partido judicial de Murias de Paredes, diócesis de Oviedo, audiencia territorial y capitanía general de Valladolid, ayuntamiento de La Majúa.
Situado en llano a la margen izquierda del río Orugo, que a poco confluye con el Luna; su clima bastante sano.
Tiene 16 casas; iglesia parroquial (Santiago Apóstol), servida por un cura de ingreso y patronato laical; 2 ermitas (los Santos Reyes o Buen Suceso y Santa Catalina); y buenas aguas potables para consumo del vecindario y abrevadero de los ganados.
Confina N Villargusán; E la abadía de Arbás; S Santo Millano, y O La Majúa.
El terreno es de mediana calidad y le fertilizan las aguas del indicado río, que también mueven 3 molinos harineros.
Los caminos locales; recibe la correspondencia de León por valijero.
Producciones: centeno, trigo, cebada, legumbres y patatas; cría ganado vacuno, caballar y lanar; caza de perdices y cabras monteses, y pesca de truchas.
Industria: los indicados molinos.
Población: 16 vecinos, 60 almas.

Contribución: con el ayuntamiento.

## Arquitectura
El monumento más célebre de Candemuela es su iglesia. Esta constituye uno de los mejores ejemplos de arte barroco babiano. Presenta una planta en forma de cruz latina y un retablo de estilo barroco. Fue erigida en 1725 por un indiano del pueblo llamado Francisco García Álvarez, cuyo escudo indica que fue capitán.

## Paseos
Existen varias rutas por el entorno de Candemuela. Se puede ir desde el pueblo hasta La Majúa, a 3 kilómetros de distancia, o hasta Villargusán, a dos kilómetros, ambas rutas de fácil procedimiento. Además, existen trayectos más difíciles, como el de Pinos o el que sube a La Mata.